# فؤاد عبيد سعيد واكد
فؤاد عبيد سعيد واكد برلماني يمني، عضو في مجلس النواب، عن الدورة البرلمانية 2003-2009 والكتلة البرلمانية للمستقلين عن الدائرة الانتخابية رقم (145) بمحافظة أبين.